# Mont Huanggang
Le mont Huanggang (sinogrammes simplifiés 黄岗山 ; hanyu pinyin huánggǎng shān) est le point culminant des monts Wuyi à cheval sur les provinces chinoises du Fujian et du Jiangxi.